# Olle Nordmark
Olle Emanuel Nordmark, född 25 maj 1890 i Nordanholen i Mockfjärd, död 18 december 1973 i Frankrike, var en svensk målare och scenograf.
Olle Nordmark lärde sig från elva års ålder måla för Gustaf Ankarcrona i Leksand. Han studerade senare bland annat frescomålning på Althins målarskola i Stockholm. Efter utbildningen gjorde han muralmålningar och dekorationsmåleri i privata hus och i kyrkor.
År 1917 studerade han scenmålning i Moskva. I Stockholm arbetade han sedan till 1924 för bland andra Södra Teatern, Stora Teatern, Folkan, Oscarsteatern och Kungliga Operan. Han ledde också dekorationsfirman Grabowska och utförde uppdrag bland annat i Engelbrektskyrkan i Stockholm, Uppenbarelsekyrkan i Saltsjöbaden, kyrkor i Borås och i Karlskrona samt i vigselrummet i Stockholms rådhus. År 1924 medverkade Nordmark i restaureringen av Mockfjärds kyrka.
Han emigrerade 1924 till USA, där han verkade fram till 1964. Bureau of Indian Affairs under USA:s inrikesdepartement anställde Olle Nordmark som lärare för indianska konstnärer under åren 1935–1943, bland annat inom programmet Indian Art Center/Fort Sill Indian School på amerikanska arméns bas i Fort Sill i Oklahoma 1938–1940. En av hans elever i Fort Sill var Allan Houser.
År 1964 flyttade Olle Nordmark till Huningue i Frankrike, där han bodde till sin död.
Olle Nordmark var gift med den finländska konstnären Hilja Elonen (1888—1963) och efter hennes död med Marie-Louise Nordmark.